# Mikoyan MiG-27
Mikoyan MiG-27 (tiếng Nga: Микоян и Гуревич МиГ-27) (Tên ký hiệu của NATO "Flogger-D/J") là một loại máy bay cường kích (tấn công mặt đất), đầu tiên nó được thiết kế chế tạo bởi Phòng thiết kế Mikoyan-Gurevich tại Liên Xô và sau đó nó được sản xuất theo giấy phép của Liên Xô ở Ấn Độ bởi Công ty TNHH sản xuất hàng không Hindustan và ở Ấn Độ nó có tên là Bahadur ("Dũng cảm"). MiG-27 có cơ sở phát triển từ loại máy bay chiến đấu Mikoyan-Gurevich MiG-23, nhưng nó có vai trò chính là tấn công mặt đất. Trong tiếng Anh và Pháp xếp nó vào loại máy bay cường kích, còn tiếng Nga gọi nó là máy bay tiêm kích-ném bom.

## Miêu tả
MiG-27 có phần nào đó có chung bộ khung cơ bản giống MiG-23, nhưng khi xem kỹ phần mũi máy bay thì nó lại giống "Utkonos" (thú mỏ vịt), người Nga đã giới thiệu thiết kế này trong MiG-23B, điều này đã loại bỏ rada, có lợi trong tạo mặt cắt xiên xuống khi máy bay tấn công, nâng cao tầm nhìn của phi công, phần mũi chứa được hệ thống đo khoảng cách và tìm kiếm bằng tia laze. Thêm vào nữa là buồng lái chống đạn, và một hệ thống dẫn đường tấn công mới (nav/attack system). Cơ cấu hạ cánh máy bay nặng hơn, lớn hơn để thao tác dễ dàng khi hạ cánh trên những sân bay có chất lượng kém.

## Biến thể

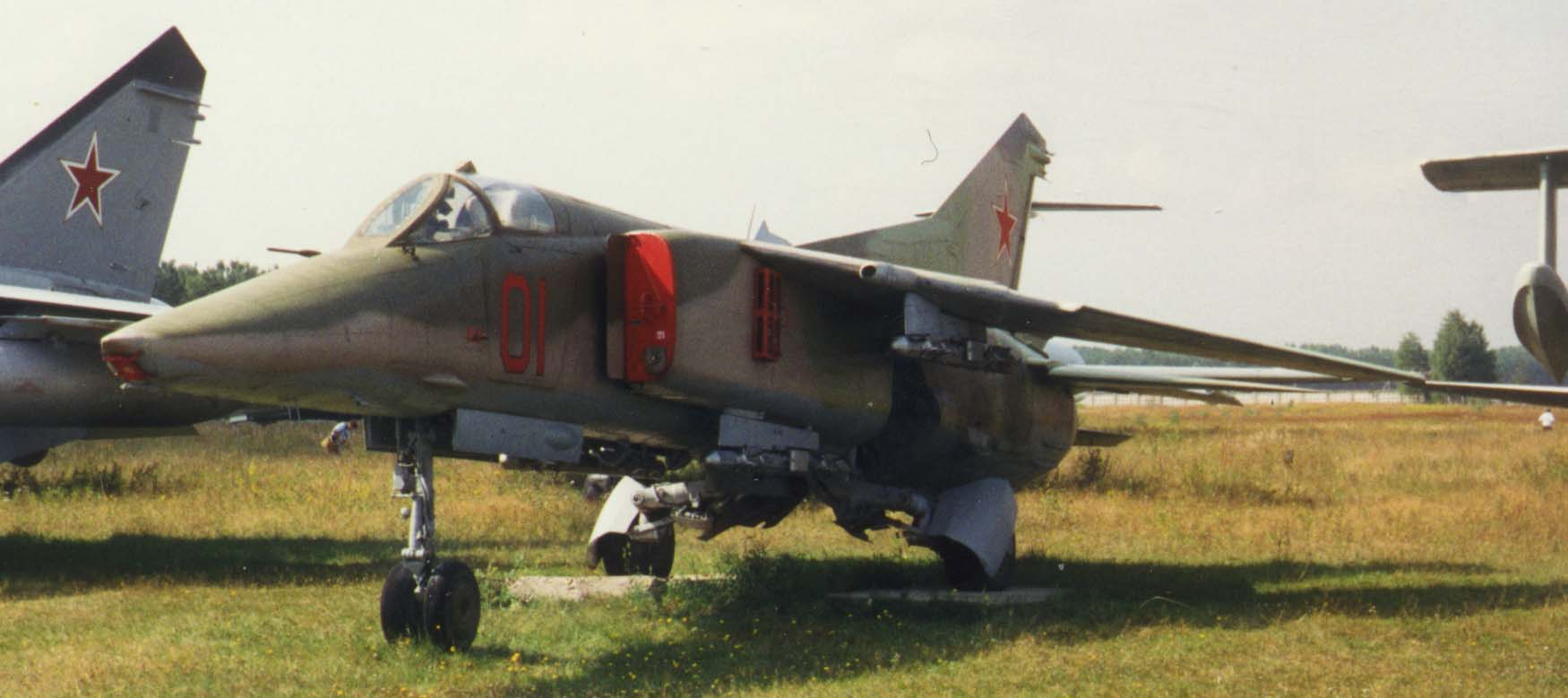
MiG-27 trưng bày tại Minino, Nga

### Flogger-D
- MiG-27. đây là thành viên đầu tiên trong gia đình Flogger, nó có thiết kế mái che đặc biệt đặt ở trung tâm buồng lái để khi ghế cứu hộ phóng ra thì có thể dễ dàng phá hủy mái che của buồng lái. Chất điện môi ở trên đầu ngọn tháp ở MiG-23 được sử dụng khác trên MiG-27, nó được dùng với hộp số quang mạ điện và tần số của sóng vô tuyến được thay thế trên các cơ cấu. MiG-27 được vũ trang với một súng nhiều nòng Gryazev- Shipunov GSh-6-23M.
- MiG-27D. Phương án tấn công hạt nhân MiG-27, với hệ thống dẫn đường tấn công PSBN-6S thiết kế đặc biệt cho nhiệm vụ. 560 MiG-27D được sản xuất trong những năm 1973 - 1977 và chúng ở trên nền cảnh báo dự phòng cố định giống như FB-111A của Không quân Mỹ.

### Flogger-J
- MiG-27M. model này là một phiên bản nâng cấp của 'Flogger-D', với hộp số quang được mạ điện và tần số sóng vô tuyến trên phần đầu. Đầu tiên nó được vũ trang với súng Gatling GSh-6-23M, nhưng sau đó được thay thế bởi loại pháo sáu nòng 30 mm GSh-6-30 với 260 viên đạn được lắp ở dưới thân máy bay. Nó cũng được công nhận là có nhiều cải tiến trong hệ thống đối phó điện tử (ECM), một hệ thống dẫn đường tấn công mới (nav/attack system) có tên là PrNK-23K tự động điều khiển hệ thống chiến đấu, kiểm soát các loại vũ khí. Tuy nhiên, sự cải tiến này không thành công vì độ giật lại của loại pháo mới, gây ảnh hưởng đến khung máy bay. Tổng cộng có 150 chiếc MiG-27M được chế tạo trong những năm 1978 - 1983.
- MiG-27L. đây là một phiên bản xuất khẩu của MiG-27M được cung cấp cho Ấn Độ năm 1986. Giống như MiG-27M ngoại trừ hệ thống tìm kiếm và theo dõi bằng cảm biến hồng ngoại (IRST) ở dưới mũi máy bay, nó còn có một cửa sổ khác với MiG-27M ban đầu. Tổng cộng có 200 chiếc được lắp ráp ở Ấn Độ.

MiG-27 không quân Ấn Độ

- MiG-27H. đây là phiên bản nâng cấp của Ấn Độ cho MiG-27L với hệ thống điện tử của Pháp vào năm 1988, nâng cao hiệu suất bay nhưng lại giảm kích thước và trọng lượng. Phần không gian rỗng bên trong được sử dụng để chứa hệ thống radar của Pháp. Ít nhất có 165 chiếc MiG-27L được cải tạo theo thiết kế này.

### Flogger J-2
- MiG-27K. MiG-27K là phiên bản cuối cùng của Liên Xô, nó được thêm vào hệ thống laser tương thích với vũ khí điều khiển bằng quang học và vô tuyến. Lúc đầu cũng được trang bị súng GSh-6-23M, nhưng sau đó lại được thay thế với pháo GSh-6-30. Tổng cộng có khoảng 200 chiếc được chế tạo.

## Hoạt động chiến đấu

### Sri Lanka
Những chiếc MiG-27 đã được đưa vào hoạt động trong Không quân Sri Lanka vào năm 2000. Chúng tham gia vào các hoạt động quân sự đầu tiên là trong một cuộc oanh tạc vào vị trí của LTTE bằng 3 chiếc MiG-27 ở Chavakachceri. Từ đó, chúng được thực hiện các phi vụ đều đặn, như ném bom vị trí chiến lược và hỗ trợ trên không. Không một chiếc nào bị bắn hạ, dù 2 chiếc đã đâm vào nhau (không phải trong khi thực hiện nhiệm vụ) và 1 chiếc bị phá hủy trên mắt đất trong một cuộc tấn công vào tháng 7 năm 2001 Căn cứ không quân Katunayaka.

## Các quốc gia sử dụng

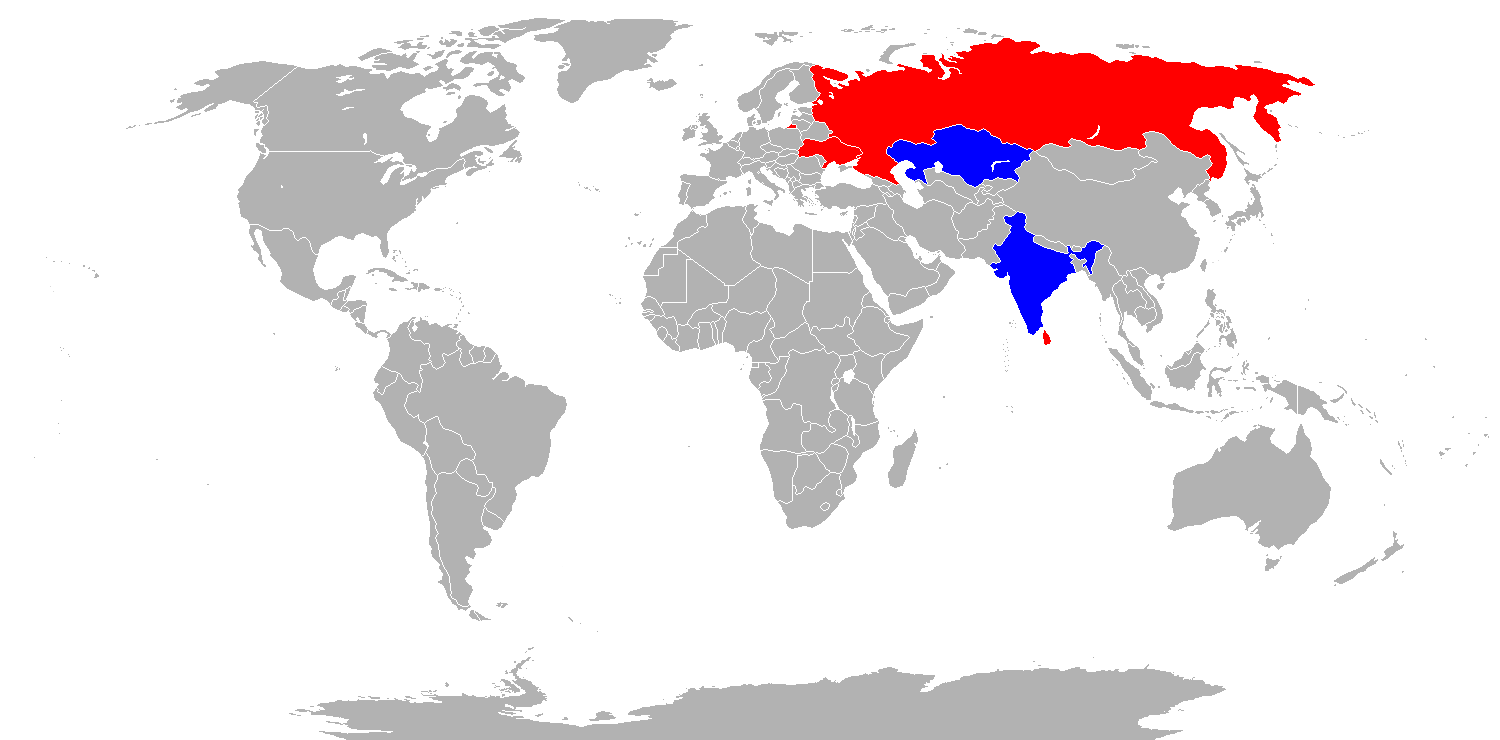
Bản đồ các nước sử dụng MiG-27

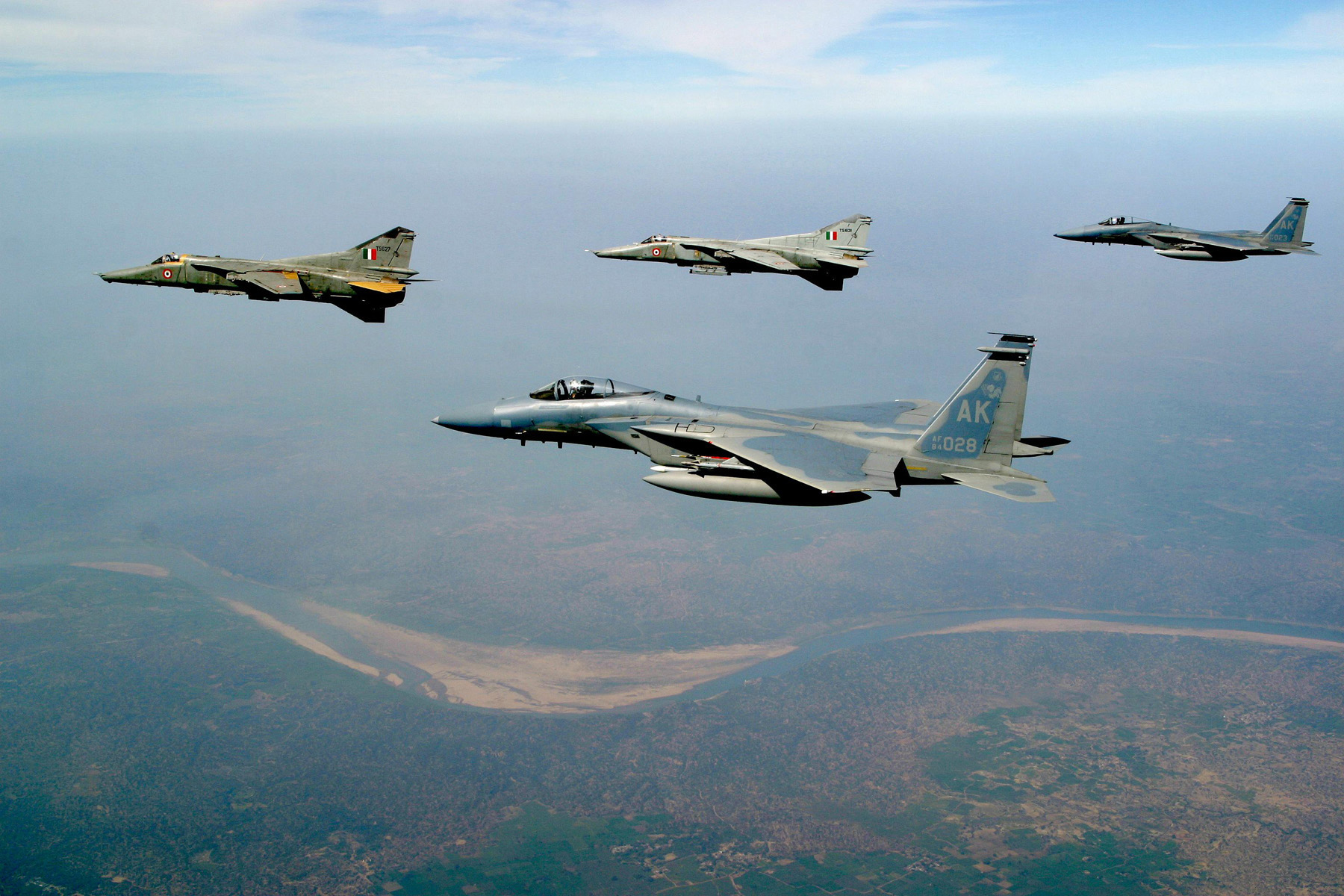
MiG-27 của Ấn Độ & F-15 thuộc Không quân Mỹ.

### Các quốc gia vẫn đang sử dụng
Ấn Độ
- Không quân Ấn Độ: Trên 160 đang hoạt động.

 Iran
- Không quân Iran: 24 chiếc đang hoạt động.

 Kazakhstan
- Không quân Kazakhstan

 Sri Lanka
- Không quân Sri Lanka: 7 chiếc đang hoạt động

 Syria
- Không quân Syria

### Các quốc gia không còn sử dụng
Afghanistan
- Không quân Afghan: có khoảng 30 chiếc hoạt động từ năm 1979 đến năm 1993, nhưng không có gì để chứng minh chuyện đó. MiG-23 và MiG-27 của Liên Xô hoạt động rộng khắp tại Afghanistan trong suốt cuộc chiến tại đó.

 Iraq
- Không quân Iraq: hầu hết bị phá hủy hoặc bay sang Iran.

 Nga
- Không quân Nga: ngừng hoạt động.

 Ukraina
- Không quân Ukraina: ngừng hoạt động.

 Liên Xô
- Không quân Xô viết: chia cho các quốc gia thành viên sau khi tan rã.

## Thông số kỹ thuật (MiG-27K)

File:MiG-27

### Đặc điểm riêng
- Phi đoàn: 1
- Chiều dài: 17.1 m (56 ft)
- Sải cánh: xòe 13.8 m (45 ft 3 in), cụp 7.4 m (24 ft 3 in)
- Chiều cao: 5 m (16 ft 5 in)
- Diện tích cánh: xòe 37.35 m² (402.0 ft²), cụp 34.16 m² (367.7 ft²)
- Trọng lượng rỗng: 11.908 kg (26.252 lb)
- Trọng lượng cất cánh: 18.100 kg (39.900 lb)
- Trọng lượng cất cánh tối đa: 20.670 kg (45.570 lb)
- Động cơ: 1× Khatchaturov R-29-300, lực đẩy 81 kN (18.300 lbf) và 123 kN (27.600 lbf) với nhiên liệu phụ trội

### Hiệu suất bay
- Vận tốc cực đại: Mach 1.10 (1.350 km/h, 839 mph) trên biển, Mach 1.77 (1.885 km/h trên cao 8.000 m, 1.170 mph trên cao 26.000 ft) trên đất liền
- Tầm bay: chiến đấu 780 km (480 mi), tuần tiễu 2.500 km (1.550 mi)
- Trần bay: 14.000 m (45.900 ft)
- Vận tốc lên cao: 200 m/s (39.400 ft/phút)
- Lực nâng của cánh: 605 kg/m² (123 lb/ft²)
- Lực đẩy/trọng lượng: 0.62

### Vũ khí
- 1x pháo 30 mm GSh-6-30 với 260-300 viên đạn
- 7 giá treo vũ khí với trọng lượng vũ khí là 4.000 kg (8.800 lb), bao gồm bom thông thường, tên lửa, súng SPPU-22 và SPPU-6, đạn tự hành không đối đất có dẫn hướng.

## Nội dung liên quan

### Máy bay có cùng sự phát triển
- Mikoyan-Gurevich MiG-23

### Máy bay có tính năng tương đương
- A-7 Corsair II
- Panavia Tornado
- SEPECAT Jaguar
- Soko J-22 Orao
- Sukhoi Su-17

### Danh sách máy bay MiG
MiG-21 -
MiG-23 -
MiG-25 -
MiG-27 -
MiG-29 - 
MiG-31 -
MiG-33